# 엥겔베르트 폰 클레페
엥겔베르트 폰 클레베(독일어: Engelbert von Kleve, 1462년 9월 26일 - 1506년 11월 21일)는 느베르 백작 장 2세의 유일한 자식인 엘리자베트 드 부르고뉴와 요한 1세 폰 마르크의 막내아들이며, 프랑스어로는 엥질베르 드 클레브(프랑스어: Engilbert de Clèves라고도 불린다.
1481년에 그는 그의 형제 요한 2세 폰 마르크에 의해서 다비드 드 부르고뉴를 대신해 위트레흐트 주교국에 많은 군대와 파견됐다. 위트레흐트 공성전 이후 그는 퇴각했으며, 위트레흐트는 부르고뉴의 지배하에 남게 되었다.
그는 1489년 경에 장 8세 드 부르봉방돔의 딸 샤를로트 드 부르봉방돔(Charlotte de Bourbon-Vendôme)과 혼인했다. 그들은 다음의 자식을 두었다.
- 카를 2세 - 레텔 여백작 마리 달브레와 혼인했다.

그는 1491년에 외할아버지인 느베르 백작 장 2세의 사망으로 느베르와 외 백국의 백작이 되었다. 그의 형인 요한 2세 폰 마르크는 클레베를 상속했다.

## 참고 서적
- Karl Leopold Strauven (1876), 〈Engelbert von Cleve〉, 《Allgemeine Deutsche Biographie》 (독일어) 4, Leipzig: Duncker & Humblot, 330쪽
- Detlev Schwennicke: Europäische Stammtafeln. Band I, 1975, S. 190. (DNB 750531436)
- Jacques Dupont, Jacques Saillot: Cahiers de Saint Louis. Verlag Jacques Dupont, Angers 1976, S. 267.

| 엥겔베르트 폰 클레페 라 마르크 가문출생: 1462년 9월 26일 사망: 1506년 11월 21일 |                           |               |
| 이전 장 2세                                                                     | 느베르 백작 1491년–1506년 | 이후 샤를 2세 |
| 이전 장 2세                                                                     | 외 백작 1491년–1506년     | 이후 샤를 2세 |